# Cassidulus delectus
Cassidulus delectus es una especie de erizo de mar de la familia Cassidulidae. Su coraza está cubierta con espinas. Fue descrito científicamente por primera vez en 1960 por Luiza Krau.